# Митрополит захумско-херцеговачки Игњатије
Игњатије (Икономидис), (Ватуса, 1828) је последњи митрополит грчког порекла на трону Захумско-херцеговачке епархије од 1875. до 1888.

## Биографија
Рођен је 1828. године у Ватуси на острву близу Мителене на острву Лезбос, у свештеничкој породици, од оца Јована Икономидиса. Митрополит Игњатије је био представник генерације добро образованих теолога. Своје богословско звање стекао је у елитној теолошкој академији Васељенске патријаршије на острву Халки, чију диплому је добио 1863. године Видински митрополит Пајсије рукоположио га је 1852. године у чин јерођакона. Овај догађај указује да је, највероватније, био у придворној служби митрополита Пајсија. На почетку своје богословске службе обављао је учитељски посао и био је епархијски проповедник. У чин јеромонаха рукоположен је у Цариграду 1866. године. Исте године, васељенски патријарх Софроније, унапредио га је у чин архимандрита. Његов наследник, патријарх Георгије VI, хиротонисао га је за принипољског митрополита 27. јануара 1868. године и од тада се налази у помоћној служби филипопољског митрополита Панарета. Након канонског свргавања митрополита Панарета 1872. година, митрополит Игњатије се враћа у Фанар. У септембру 1872. година изабран је за Нишког митрополита, али пошто није могао преузети Нишку епархију остаје у Фанару. Долазак митрополита Игњатија у Ниш ометали су код Порте Бугари - доглавници, турски паша у Нишу и сви бугарски службеници у улози турских чиновника при Порти. Када је Синод био обавештен да Порта не жели да изда берат новоименованом нишком митрополиту Игњатију Икономидису, упутили су, вршиоца дужности нишке епархије архимандрита Виктора да буде хиротонисан за митрополита.
У мају 1875. године након премештања митрополита Прокопија II из Мостара у Мелник, у Македонију, именован је на трон Херцеговачке митрополије. У Херцеговину је стигао 29. јула (10. августа) исте године. Политичке прилике у Херцеговини, уочи његовог доласка биле су веома сложене. Године 1875. у јулу месецу, букнуо је устанак хришћана у Херцеговини, који је имао антитурски и антифеудални карактер. Митрополит Игњатије је допутовао 29. јула (10. августа) 1875. у Мостар, преко Дубровника, а група побуњених римокатолика је напала њега и његову пратњу код Неума. Побуњени народ је сматрао да турске власти шаљу митрополита у Херцеговину, како би својим ауторитетом утицао на смиривање устанка. Митрополит Игњатије је само случајно преживео овај напад. Херцеговачки устанак (1875-1878) дошао је као неминовност, као последица дугогодишњег социјалног, економског и верског исцрпљивања хришћанске раје. Од августа 1875. године Херцеговина је била у пламену. Херцеговачке чете потпомогнуте црногорским и бокељским добровољцима успешно су ратовале против турске војске. У новембру 1875. турска влада је покушала да смири устанак, посредством митрополита Игњатија. Турске власти су искористиле положај митрополита, који је под њиховим утицајем написао две посланице, једну свештенству, а другу православном народу у Херцеговини.
Путем посланица он је народ позвао на мир. Митрополит се путем посланице обратио свом свештенству "који су своја места оставили" овим речима: Ви не само да сте вашу свету дужност занемарили, него сасвим противно дужности поступате. Ви који се радо називате спаситељима народа. Ви, који сте толико година управљали светим манастирима и манастирским благом. Што сте до данас у корист народа урадили? Колико сте школа од манастирског блага установили, колико сте њих у истијем школама изучили? Ви сте толико година све то манастирско благо на ваш сопствени живот употребљавали, ви сте под видом светиње просте људе варали, и мјесто да сте се о спасењу њихове душе старали, и мир и љубав по светој Христовој науци проповиједали, учили сте их на немир и нељубав; ви сте народ упропастили и постали сте узроком толике проливене крви. Како мислите да за та ваша мрска дјела Богу и људима одговора дати? У тој мисли, да у вама још савјести и духа свештеничког има, упућујемо вас, да вашу савјест упитате да ли су та ваша дјела Богу угодна и да ли вашем свештеничком звању одговарају? Ја сам онда увјерен, да ћете се за ваше гријехе покајати и нас, као свог архипастира, за проштење и помиловање молити. И ми не само да ћемо вам од наше стране свесрдно одговорити, него смо још и код нашега милостивог цара опште опроштење за свију вас издејствовали. Очекујемо, дакле, и савјетујемо вас очински, да што скорије морамо вам казати, да ћемо бити приморани вас у смислу сабраних апостолскик правила духовно казнити. Другу своју посланицу, митрополит је упутио "благочестивим Хришћанима, који су своје домове оставили". У њој митрополит, као духовни архипастир херцеговачког народа показује бригу и каже како му срце плаче, што их гледа, ђе се потуцају од немила до недрага, без крова и покрова, без јела и одјела, од камена до камена, па их преклиње, да се сви поврате. Посланица каже: Нашим заузимањем извјешћен је наш милостиви цар, о вашем биједном стању и желећи вам стање ваше стално побољшавати, најмилостивије благоизволио је послати у Херцеговину такве људе, да управљају државним и народним пословима, који ће без икакве разлике са сваким једнако поступати и сваком право чињети, тако да се од сад нико неће моћи потужити. Митрополит Игњатије је херцеговачке избеглице саветовао да у Дубровнику, од турског конзула, траже пропуснице за повратак, "кад дођу дома ништа им неће мањкати." Књаз Никола који је критиковао држање херцеговачког митрополита у устанку, је записао: "Ако им као Грцима и не бјеху Срби прирасли за срце, али као архијереји морали су за хришћанство, које је под Турцима страдало, прије постати мученици хришћанства неголи удворице турске". Међутим, други извор наводи да је пре избијања устанка, руски конзул, православни мостарски владика и српска црквена општина из Мостара послали поруку да се отпочне са нападима.
Не може се са сигурношћу тврдити да митрополит Игњатије није подржао устанак, односно да није разумео тежак положај православног народа у Херцеговини и његову жељу за слободом и достојанственим животом. Међутим, извесно је да се налазио у конфликтној ситуацији и да је настојао својим лојалним држањем ублажити турску освету према српском народу због избијања устанка. Устанак из 1875. се развио у околини Мостара где је митрополит столовао. Његов положај, као и положај православног народа био је незавидан, административне прилике у граду биле су у хаосу, нико није био безбедан, а британски дописник Тајмса, Вилијам Џ. Стилман пише да „нико од Хришћана није излазио по ноћи, да су улице препуштене гомили разуларених домаћих муслимана." Додајмо овом да је Србима у Мостару "припреман покољ". Мостар је био познат и као центар турске војне силе, а муслиманско становништво је тражило од власти да му се "даде оружје ради заштите живота и иметка". Његово држање може се тумачити као мудро јер да је отворено подржао устанак вјероватно би репресалије према српском народу у Мостару и Херцеговини биле веће и теже, сам митрополит би вјероватно био смијењен а вјероватно би био упитан и његов живот.
По окончању рата 1876-1878, одлуком Берлинског конгреса, управу над Босном и Херцеговином преузела је Аустро-Угарска. У том времену, митрополит Игњатије оштро се противио мерама нових власти у регулисању црквених послова. Бескомпромисно одан Васељенској патријаршији, он никако није био сагласан са поделом његове епархије због успостављања нових граница, јер су и Босна и Херцеговина формално још увек биле део Османског царства. Без његове сагласности, из састава Херцеговачке митрополије изузете су области Пријепоља и Пљеваља, које су остале под непосредном османском цивилном влашћу, а његов протест није дао никакав резултат. Због тога је 15. фебруара 1888. дао оставку на архијерејски престо, а дан касније учествовао је у рукоположењу архимандрита Леонтија Радуловића, иначе свог ранијег секретара, за епископа, и његовом избору за новог херцеговачког митрополита, а већ сутрадан је свечано испраћен од народа према Метковићу, одакле је, преко Дубровника, кренуо у Цариград, како би се ставио на располагање Васељенској патријаршији.